# George Eliott, 1. Baron Heathfield

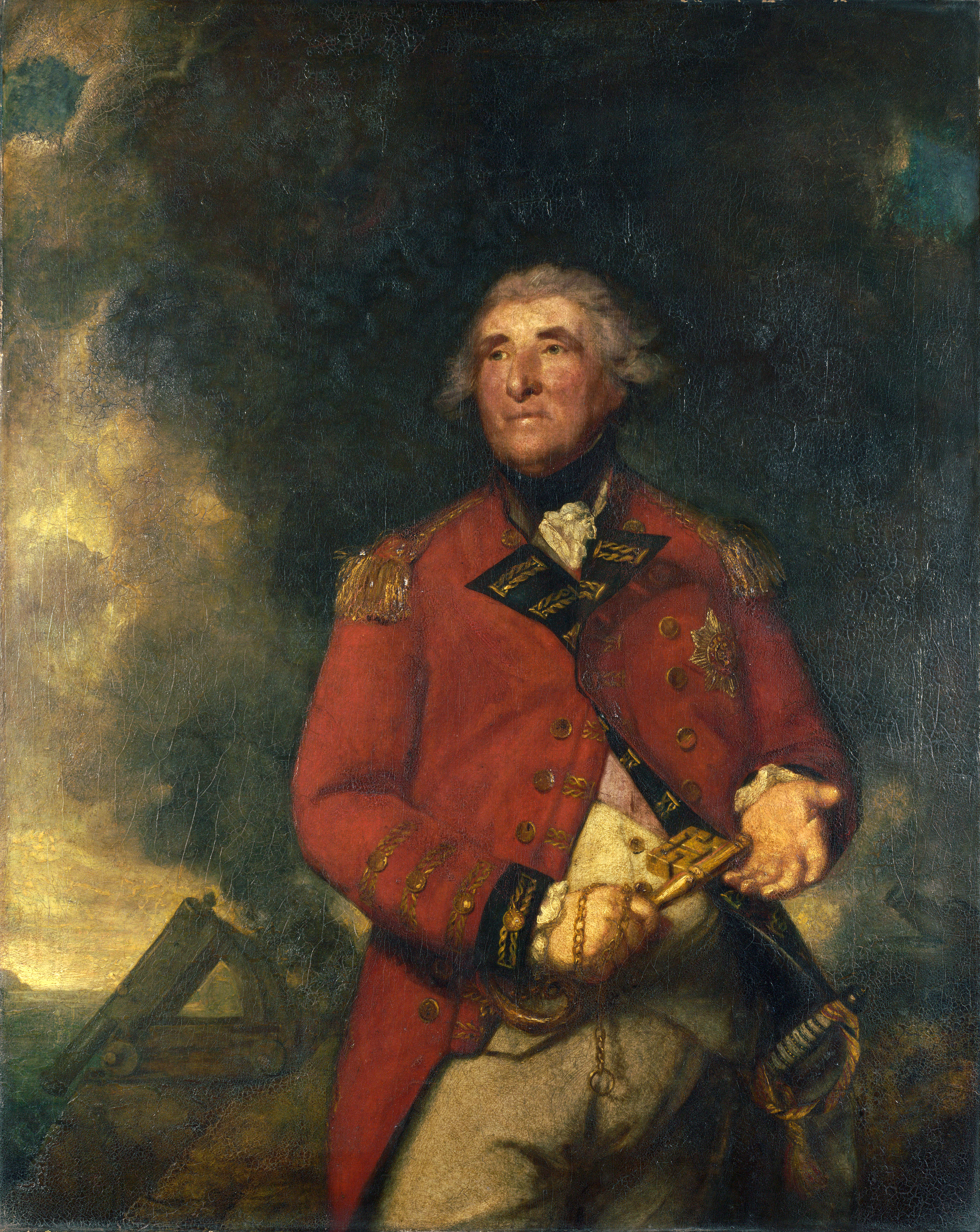
George Augustus Eliott, 1. Baron Heathfield (Gemälde von Joshua Reynolds)

George Augustus Eliott, 1. Baron Heathfield KB PC (* 25. Dezember 1717 in Stobs, Roxburghshire; † 6. Juli 1790 in Aachen) war ein General der British Army. Er nahm an verschiedenen militärischen Unternehmungen teil. Bekannt geworden ist er vor allem als Gouverneur von Gibraltar während der langen Belagerung von 1779 bis 1783.

## Familie
Er war ein nachgeborener Sohn von Sir Gilbert Eliott, 3. Baronet (of Stops) aus dessen Ehe mit Eleanor Elliot. Er selbst heiratete 1748 Anne Pollexfex Drake († 1772). Diese war die Tochter von Sir Francis Henry Drake, 4. Baronet (of Buckland Abbey). Mit dieser hatte er eine Tochter, Anne Eliott, die 1776 John Trayton Fuller, Gutsherr von Ashdown House in Sussex heiratete, und einen Sohn, Francis Augustus Eliott (1750–1813), der ihn 1790 beerbte.

## Militärische Karriere
Er besuchte die Universität in Leiden und die französische Militärschule von La Fère. Zwischen 1735 und 1736 diente er als Freiwilliger in der preußischen Armee, um sein militärisches Wissen zu erweitern. Nach seiner Rückkehr besuchte er die Royal Military Academy Woolwich. Danach bekam er eine Offiziersstelle als Militäringenieur. Da es keine entsprechende Einheit gab, bekam er auch eine Stelle beim 2nd Troop of Horse Grenadier Guards, kommandiert von seinem Onkel James Eliott.
Er nahm zwischen 1742 und 1748 im Rang eines Lieutenant am Österreichischen Erbfolgekrieg teil. In der Schlacht bei Dettingen im Jahr 1743 wurde er verwundet. Auch an der Schlacht bei Fontenoy im Jahr 1745 nahm er teil. Im selben Jahr wurde Eliott zum Captain befördert. Im Jahr 1749 wurde er Major und 1754 Lieutenant-Colonel. Er war zeitweise Aide-de-camp von George II. Eliott wurde beauftragt, eine leichte Kavallerieeinheit nach dem Vorbild der preußischen und österreichischen Husaren aufzubauen und wurde im Jahr 1759 zum Colonel dieses neuen Regiments ernannt, das zunächst nach ihm Eliott’s Light Horse genannt und 1760 zu 15th Regiment of (Light) Dragoons umbenannt wurde.
Eliott war bekannt für seinen einfachen Lebensstil – er trank nur Wasser und war Vegetarier – und für eine gute Ausbildung und Führung seines Regiments. Er führte die Einheit während des Siebenjährigen Krieges auf dem deutschen Kriegsschauplatz zwischen 1759 und 1761. Als Major-General nahm er als Kommandant einer Kavalleriebrigade 1759 an der Schlacht bei Minden teil. Eine bedeutende Rolle spielte er im Gefecht bei Emsdorf 1760.
Er war 1761 Kommandant einer Kavallerieeinheit bei dem Landungsunternehmen auf der Belle-Île. Bei der Eroberung von Kuba und der Belagerung von Havanna im Jahr 1762 war er nach George Keppel, 3. Earl of Albemarle stellvertretender Kommandeur der Landungstruppen. Im Jahr 1763 kehrte er nach Großbritannien zurück. Sein Prisen- und Beuteanteil betrug 25.000 Pfund. Damit kaufte er den Landsitz Heathfield in Sussex. Bei Kriegsende ehrte George III. Eliotts Regiment durch eine persönliche Inspektion und den Ehrentitel The King’s Royal Regiment of Light Dragoons. Im Jahr 1765 wurde Eliott zum Lieutenant-General befördert.

## Große Belagerung von Gibraltar
Er wurde 1774 zum Oberbefehlshaber in Irland ernannt. Aber schon 1775 übernahm er das Amt des Gouverneurs von Gibraltar. Erst 1777 kam er an seinem Dienstort an. Im April 1778 wurde er schließlich zum General befördert.
Nachdem die Franzosen in den Amerikanischen Unabhängigkeitskrieg eingetreten waren, vergrößerte sich seit 1778 die Gefahr eines spanischen Versuchs, Gibraltar zurückzuerobern. Eliott bemühte sich um eine weitere Verstärkung der Befestigungsanlagen durch den Ingenieur William Green. Die bis dahin überwiegend zivilen Ingenieure, die in Gibraltar arbeiteten, unterstellte Eliot seinem direkten Kommando. Daraus ging später das Pionierkorps der Royal Engineers hervor.

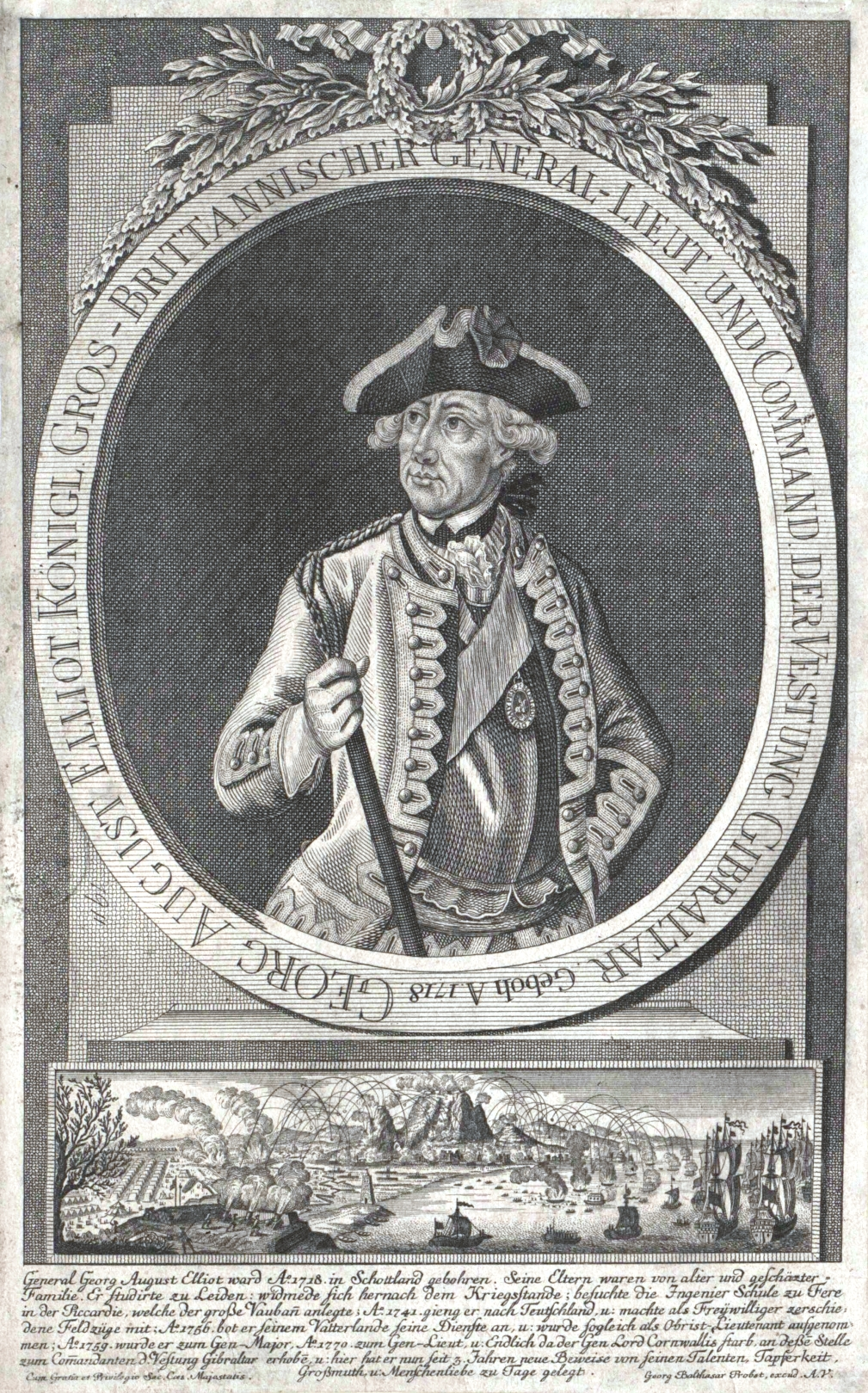
Georg August Elliot, Stich von Georg Balthasar Probst d. J.

Im Juni 1779 begannen die Spanier mit der Blockade von Gibraltar. In den kommenden Monaten zogen sie eine starke Streitmacht zusammen. Diese war anfangs 14.000 Mann stark. Hinzu kam eine Flotte, um Nachschub über die See zu verhindern. Die Briten hatten etwa 5.400 Soldaten und mehrere hundert Seeleute zur Verfügung.
Hauptsächlich wollten die Spanier die Eingeschlossenen durch Aushungern zur Übergabe zwingen. Einer britischen Flotte unter Sir George Rodney gelang es Anfang 1780, ersten Nachschub zu liefern. Dies reichte auf Dauer nicht aus und am Ende des Jahres begannen Hunger und Krankheiten einzusetzen. Erleichterung brachte im April 1781 ein großer Hilfskonvoi.
In der Folge verstärkten die Spanier ihre Bombardements von Land und von See. Diese richteten sich nicht mehr nur auf die Festungswerke, sondern auch auf die Stadt. Daraufhin ausbrechende Unruhen ließ Eliott gewaltsam niederschlagen. Die Spanier verstärkten ihre Truppen und versuchten ihre Positionen so weit voranzutreiben, dass sie alle Teile Gibraltars mit ihren Geschützen erreichen konnten. Eliott verhinderte dies durch einen Ausfall.
Die Spanier beschränkten sich fortan auf die Beschießung. Die Spanier erhielten nach der Eroberung von Menorca Verstärkung durch die mit ihnen verbündeten Franzosen. Diese planten ein koordiniertes Angriffsunternehmen von See und von Land her. Der Angriff von See ließ Eliott mit glühenden Kanonenkugeln im September 1783 abschlagen. Die Gegner beschränkten sich auf den Dauerbeschuss der Festung. Mit dem Beginn von Friedensverhandlungen wurden die Kriegshandlungen eingestellt. Im Frieden von Paris vom 3. September 1783 wurde den Briten der Besitz Gibraltars bestätigt.
Eliotts Führung war es maßgeblich zu verdanken, dass die Briten über mehr als zweieinhalb Jahre der Belagerung überstanden. Er hat alle Rang- und Standesprivilegien hinsichtlich der Nahrungsmittelzuteilung aufgehoben. Durch derartige Maßnahmen gelang es Eliott, die Moral aufrechtzuerhalten. Gleichzeitig setzte er auf strenge Disziplin. Eine ganze Reihe Soldaten wurde wegen Fahnenflucht, Diebstahl oder Trunkenheit hingerichtet.

## Letzte Jahre

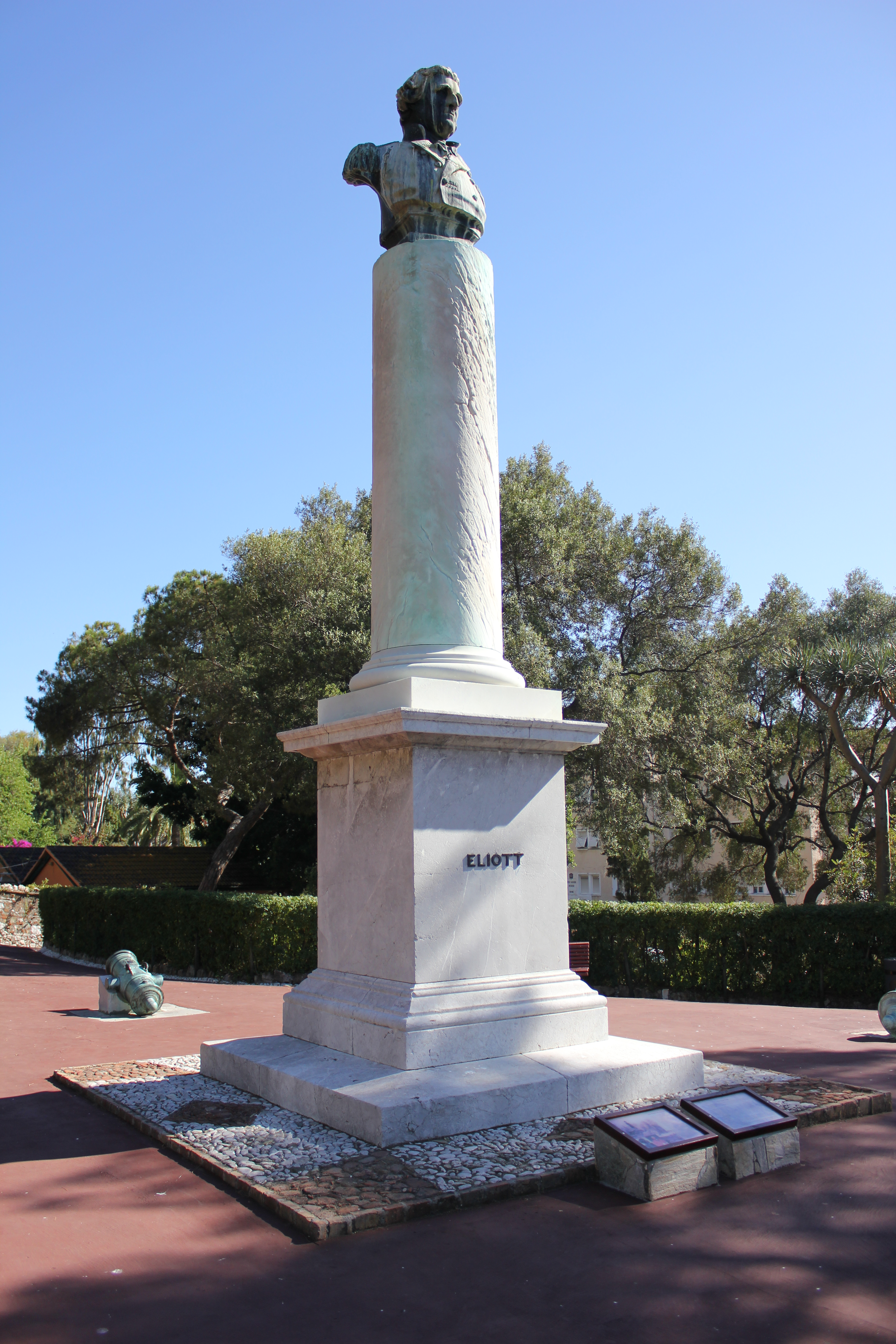
Büste von George Augustus Eliott, 1. Baron Heathfield im Botanischen Garten von Gibraltar

Eliott wurde am 8. Januar 1783 als Knight Companion des Bathordens geadelt. Im Jahr 1787 kehrte er nach Großbritannien zurück und wurde dort gefeiert. Ihm wurde eine Pension von 1500 Pfund im Jahr gewährt und er wurde am 6. Juli 1787 in der Peerage of Great Britain zum Baron Heathfield, of Gibraltar, erhoben. Vor seiner Rückkehr nach Gibraltar erkrankte er und begab sich zur Erholung nach Aachen. Er mietete Schloss Kalkofen bei Aachen. Eliott starb dort 1790 und wurde dort zunächst auch begraben. Noch im selben Jahr wurde sein Leichnam in der Kirche von Heathfield in Sussex und schließlich um 1795 in die Kirche von Buckland Monachorum in Devon umgebettet.
Im Botanischen Garten von Gibraltar erinnert ein Denkmal an Eliott.